# White Lion
White Lion é uma banda americana de glam metal, formada em 1983 na cidade de Nova Iorque, pelo cantor dinamarquês Mike Tramp e pelo guitarrista americano Vito Bratta. Famosa durante o período de 1980 e início de 1990, lançaram seu primeiro álbum Fight To Survive em 1985. A banda alcançou o duplo disco de platina com "Wait" e "When the Children Cry", ambas do segundo álbum, Pride de 1987. A banda continuou fazendo sucesso com o terceiro álbum, Big Game, no qual alcançaram disco de ouro, e o quarto álbum, Mane Attraction foi lançado durante a turnê.
A banda terminou 1991, mas foi reagrupada em 1999 por Mike Tramp, o único membro do alinhamento original.

## Biografia
Os White Lion nasceram em 1983, formados pelo vocalista Mike Tramp, famoso desde jovem na Dinamarca e em Espanha, e Vito Bratta.
Após assinarem com a editora Elektra Records, em 1983, recrutam o baixista Felix Robinson e o baterista Dave Capozzi para gravar o seu 1º álbum, Fight to Survive. A editora, descontente com a gravação final, recusou-se a lançar o álbum e despediu-os. Nessa altura, Felix e Dave abandonam o grupo. Para os substituir, entram Greg D'Angelo, baterista dos (Anthrax, e o baixista Dave Spitz (irmão do guitarrista Dan Spitz). Um mês depois, Spitz trocou os White Lion pelo Black Sabbath, vindo para o seu lugar James Lomenzo. No mesmo ano conseguem contrato com a RCA Records, e editam o álbum.
Em 1987, passam para a Atlantic Records e gravam Pride, o álbum que os catapultou para a fama.
Em 1989 editam "Big Game", o qual ficou longe do êxito do trabalho anterior.
Em 1991 gravam "Mane Attraction", e começam a deixar de ter temas nas tabelas de venda dos Estado Unidos.
Em 1999, Mike Tramp refez o grupo com novos membros e lançou Remembering White Lion, um álbum com novas versões de temas antigos da banda. Entretanto teve que mudar o nome da banda para "Tramp's White Lion", devido a uma disputa legal com Vito Bratta sobre o direito ao uso do nome "White Lion", que Mike viria a ganhar o direito a usar o nome da sua banda em 2007. Em Março do ano seguinte edita "The Return of the Pride".

## Membros

### Formação inicial
- Mike Tramp - vocalista, compositor (1983-1991, 2003 - presente)
- Vito Bratta - guitarrista, compostior (1983-1991)
- James LoMenzo - baxista (1984-1991)
- Greg D'Angelo - baterista (1984-1991)

### Atuais
- Mike Tramp - vocalista, compositor
- Jamie Law - guitarrista
- Troy Patrick Farrell - baterista
- Claus Langeskov - baixista
- Henning Wanner - tecladista

### Outros
- Nicki Capozzi - baterista (1983-1984)
- Felix Robinson - baixista (1983-1984)
- Dave Spitz - baixista (1984)
- Jimmy DeGrasso - baterista (digressão de 1991)
- Tommy "T-Bone" Caradonna - baixista (digressão 1991)

## Discografia
- Fight to Survive (1985)
- Pride (1987)
- Big Game (1989)
- Mane Attraction (1991)
- The Best Of White Lion- (1992)
- Remembering White Lion - (1999)
- Anthology 83-89 - (2004)
- Last Roar - (é o trabalho "Remembering White Lion" re-baptizado) (2004)
- Rocking The USA - (2006)
- The Definitive Rock Collection (2007)
- White Lion-Extended Versions (2007)
- Return of the Pride (2008)
- Suicide City (2009)